# Heller-Altar
Der Heller-Altar war ein von Albrecht Dürer und Matthias Grünewald gemaltes Triptychon. Der Altar entstand zwischen 1507 und 1511 im Auftrag des Patriziers Jakob Heller für die Dominikanerkirche in Frankfurt am Main. Der Hauptteil ist nur als Kopie des 17. Jahrhunderts von Jobst Harrich erhalten. Die Altartafeln verteilen sich heute auf mehrere Museen in Frankfurt und Karlsruhe.

## Entstehung und Objektgeschichte

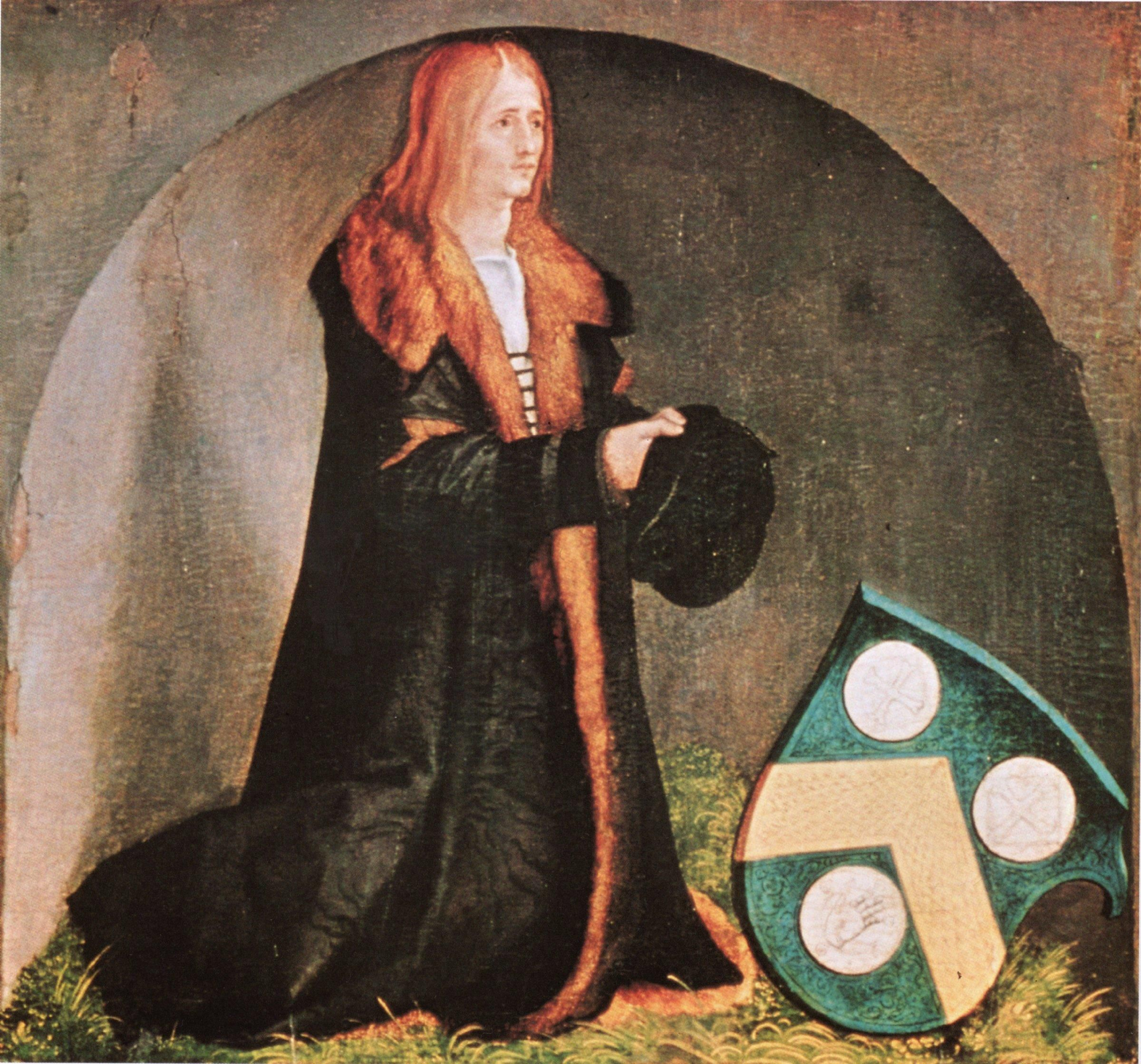
Der Stifter des Heller-Altars, Jakob Heller, auf dem unteren linken Innenflügel

Seit Ende des 15. und im ersten Viertel des 16. Jahrhunderts erhielt das Dominikanerkloster in Frankfurt am Main eine umfangreiche, zeitgenössische Neuausstattung von den besten Künstlern dieser Zeit, darunter Hans Holbein d.Ä., dem Meister von Frankfurt und Hans Baldung Grien. Für das südliche Langhaus der Kirche gab der Frankfurter Ratsherr und Kaufmann Jakob Heller für sich und seine Frau Katharina 1507 ein Triptychon in Auftrag.
Mit der Mitteltafel, den Innenflügeln sowie dem linken und rechten ersten Außenflügel betraute er den in Nürnberg arbeitenden Albrecht Dürer. Einzig vier Tafeln für den linken und rechten zweiten Außenflügel überließ Heller – obwohl diese ebenso wie die ersteren in der besonders schwierigen Grisaille-Technik ausgeführt werden sollten – dem damals vermutlich in Aschaffenburg ansässigen Matthias Grünewald.

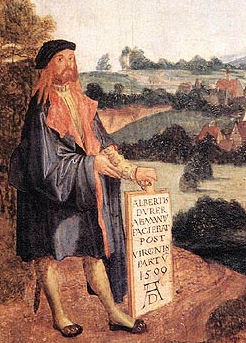
Selbstporträt Dürers mit dem Datum der Ablieferung auf Jobst Harrichs Kopie des Mittelbildes

Ihren Anteil an der Arbeit sandte Dürers Werkstatt im August 1509 nach Frankfurt, wie ein als Staffagefigur platziertes Selbstbildnis des Meisters mit Inschrifttafel überliefert. Die Arbeiten Matthias Grünewalds lassen sich dagegen nur ungefähr auf den Zeitraum 1509–11 eingrenzen, so dass der Altar spätestens 1511 an seinem Bestimmungsort zusammengesetzt werden konnte.
Als 1614 Herzog Maximilian von Bayern die Mitteltafel Dürers für seine Kunstsammlung erwarb, wurde bis spätestens 1617 von dem Nürnberger Maler Jobst Harrich eine Kopie für den in Frankfurt verbleibenden Altar gefertigt. Dies stellte sich im Nachhinein als außerordentlicher Glücksfall heraus, da das Original etwa ein Jahrhundert später beim Brand der Münchner Residenz 1724 verloren ging.
Im Zuge der Säkularisation wurden die Kunstschätze des Dominikanerklosters in alle Welt verstreut, darunter auch der Heller-Altar. Mittlerweile befindet sich das spätmittelalterliche Gemeinschaftswerk jedoch wieder zum größten Teil in Frankfurt. Das Historische Museum zeigt eine Rekonstruktion der Innenseite mit der Kopie Jobst Harrichs im Zentrum und den noch aus Dürers Hand respektive Werkstatt stammenden Flügelinnenseiten. Drei von vier Tafeln der Außenflügel befinden sich ebenso hier, wenn auch nicht in der gegenwärtigen Dauerausstellung. Eine vierte Tafel, der obere Teil des linken ersten Außenflügels mit einer Anbetung der Könige, gilt als verschollen.
Der gemeinhin als weit qualitätvoller betrachtete Anteil Grünewalds am Altar – vier Heilige – ist dagegen zur Hälfte als Dauerleihgabe des Historischen Museums im Städel, nämlich die männlichen Heiligen, die andere Hälfte mit den weiblichen Heiligen in der Staatlichen Kunsthalle Karlsruhe.

## Bildmotiv

### Innenseite (Feiertagsseite) von Dürer
Auf der Mitteltafel ist die Himmelfahrt und Krönung Mariens zu sehen. Die Krönung wird von Jesus und Gott vorgenommen. Über der Krone von Maria ist eine Taube zu sehen, die den Heiligen Geist symbolisiert. Umringt wird der Krönungsakt von zahlreichen musizierenden Putten. Die Szene wird von den Aposteln beobachtet. Fast im Zentrum des Bildes, aber im Hintergrund steht der Maler Albrecht Dürer, leicht angelehnt an eine Tafel auf der sich seine Signatur und das Fertigstellungsjahr befindet.
Auf der linken Seite ist im oberen Teil das Martyrium des Jakobus zu sehen. Im unteren Teil sieht man den Stifter Jakob Heller mit seinem Wappen. Auf dem rechten Flügel ist das Martyrium der Katharina von Alexandrien zu sehen. Auf dem unteren Teil sieht man die Frau des Stifters: Katharina von Melem mit ihrem Wappen. Die Namen der Heiligen und die des Stifterehepaars beziehen sich aufeinander.
Die als Zeichnung bekannten Betenden Hände finden sich bei dem sich am rechten Rand der Mitteltafel befindenden Apostel im roten Mantel wieder. Auch für andere Apostel und Körperteile, z. B. die Fußsohlen des vorderen rechten Apostels, sind Vorzeichnungen bekannt.
Jakob Heller errichtete 1519 ein umfangreiches Testament, das wesentliche Erkenntnisse über seine Motive für die Stiftung ermöglicht. Darüber hinaus ist seine Korrespondenz mit Albrecht Dürer erhalten, so dass sich die Entstehung des Retabels detailliert erschließen lässt.

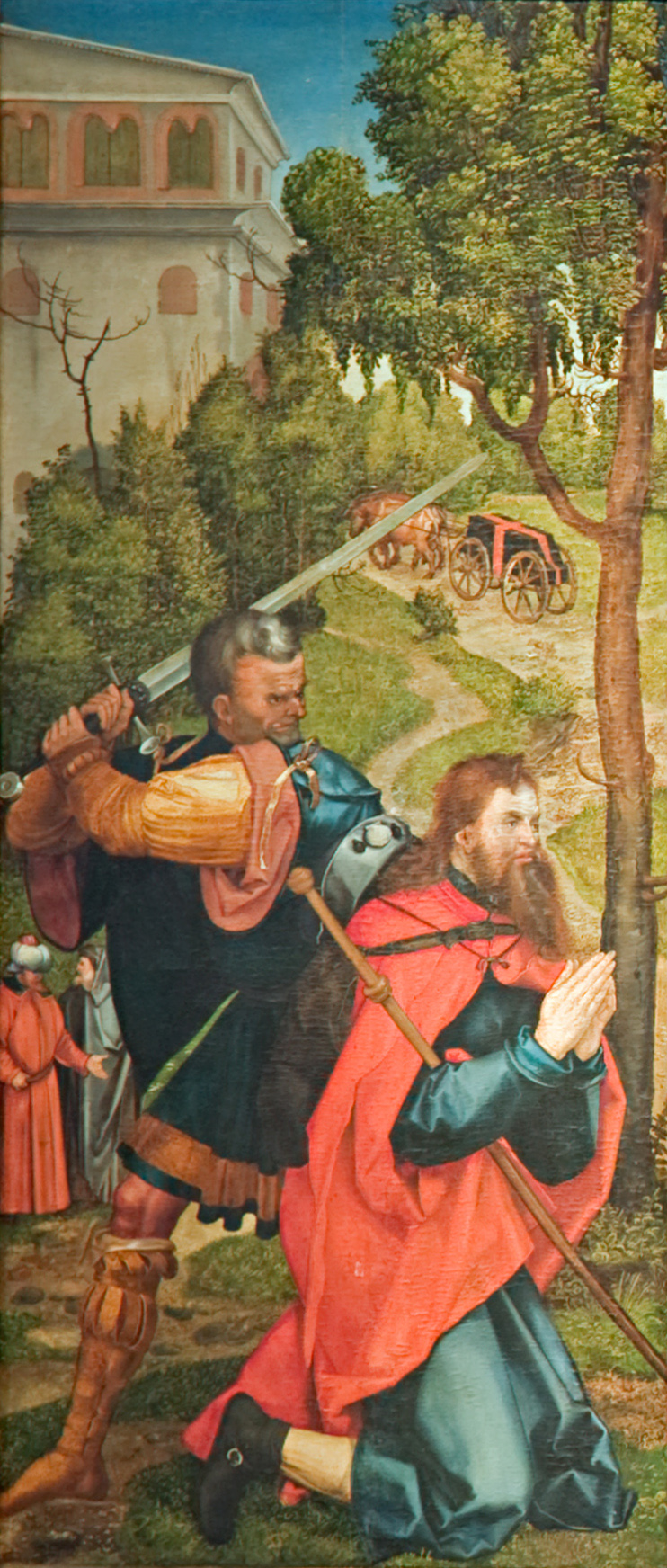
Linker Flügel oben, Martyrium des Hl. Jakobus
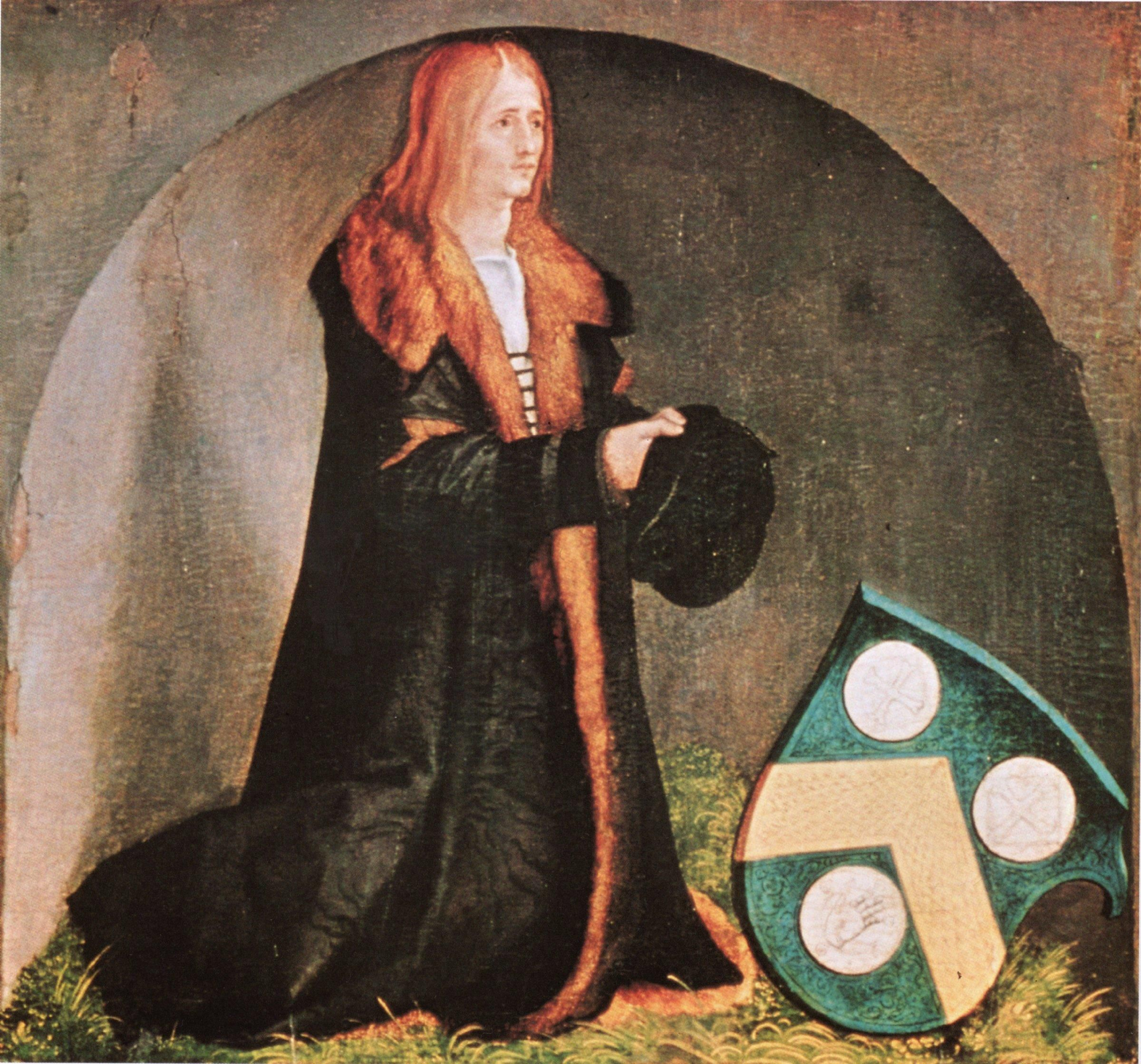
Linker Flügel unten, der Stifter Jakob Heller mit Wappen
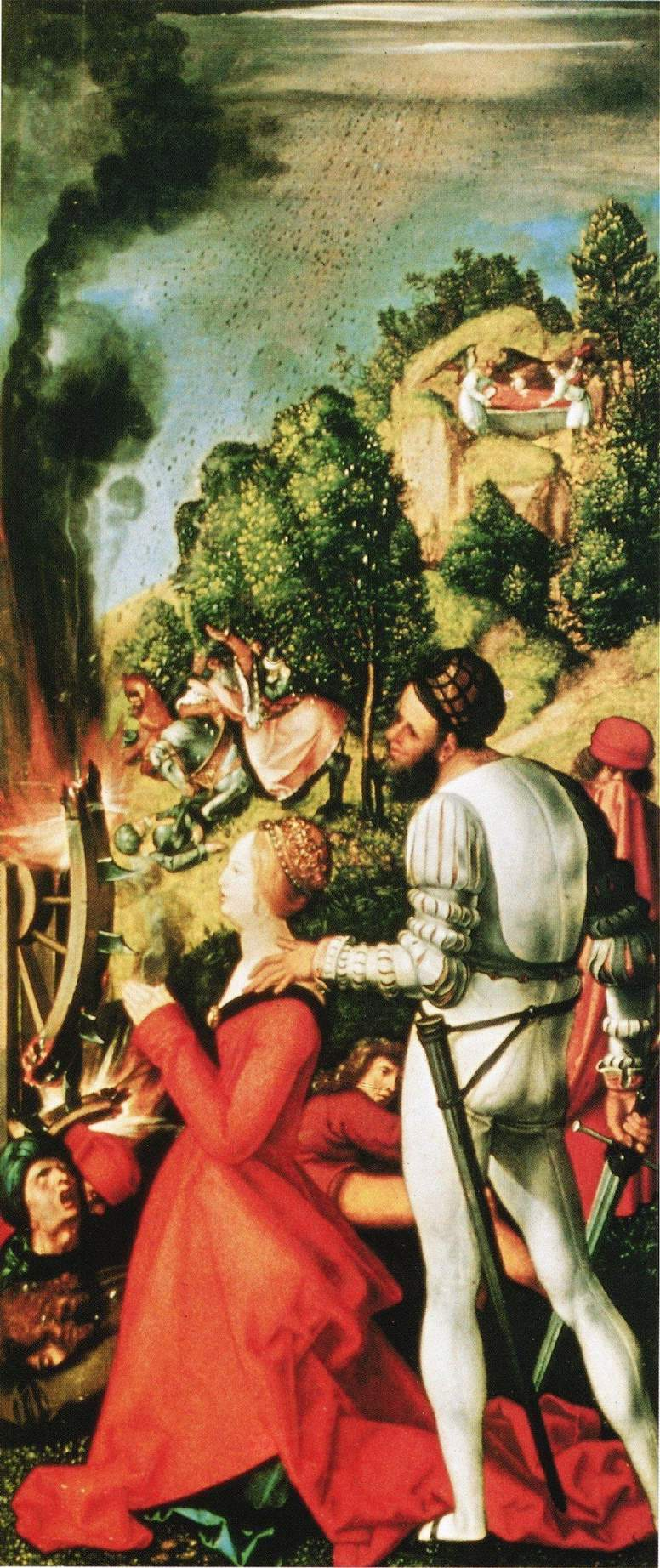
Rechter Flügel oben, Martyrium der Hl. Katharina
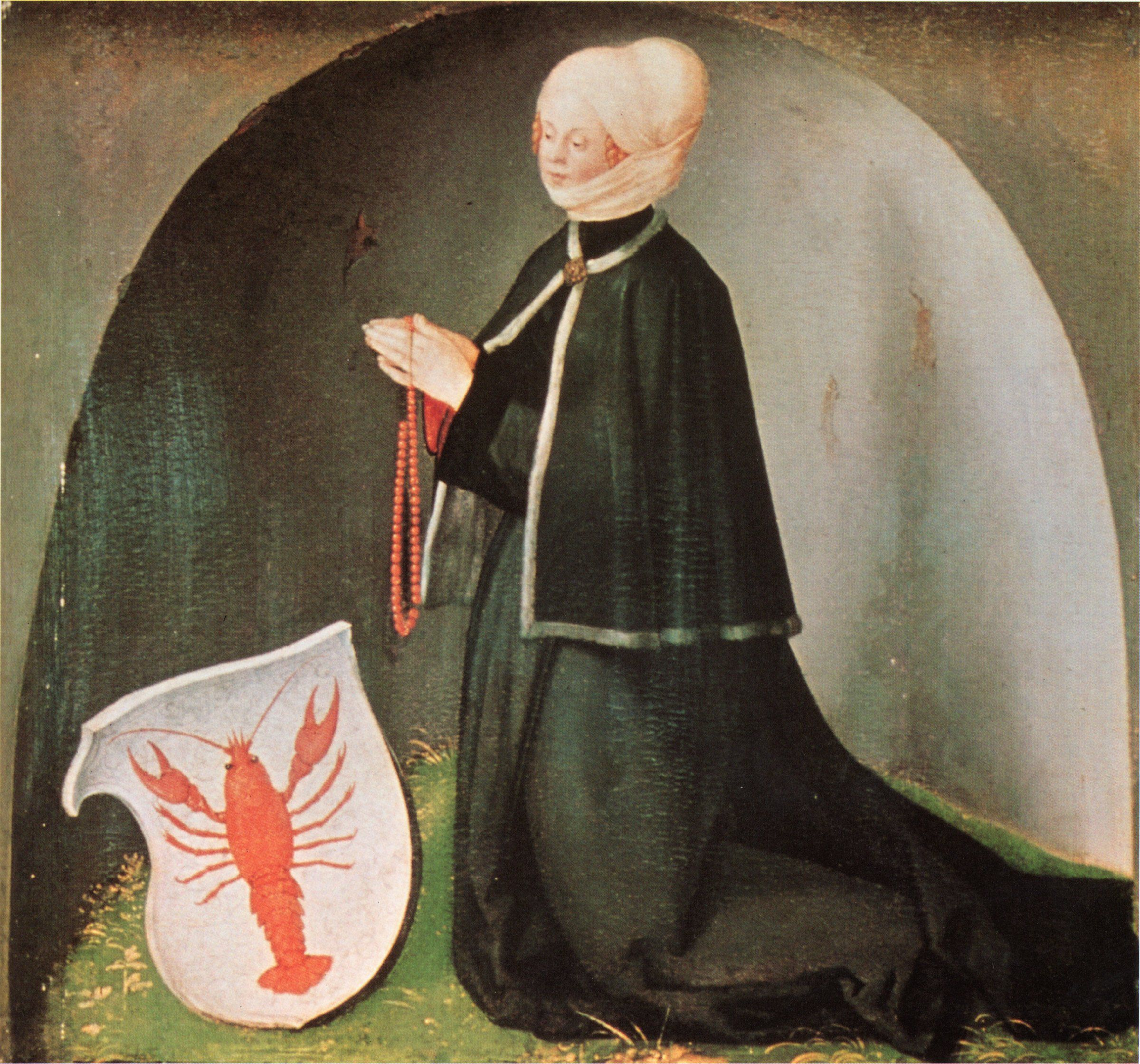
Rechter Flügel unten, die Stifterin Katharina Heller, geb. von Melem mit Wappen

### Außenseite (Werktagsseite) von Grünewald und Dürer
Auf der Außenseite von Grünewald und Dürer, die aus insgesamt acht Tafeln besteht, sind in Grisaille weitere Heiligenszenen dargestellt. Von Grünewald stammen dabei vier Bilder, von denen sich zwei – die Cyriacus und Laurentius – im Städel und zwei – die Elisabeth von Thüringen und eine Märtyrerin, möglicherweise Lucia – in der Staatlichen Kunsthalle Karlsruhe befinden.

#### Bilder von Grünewald

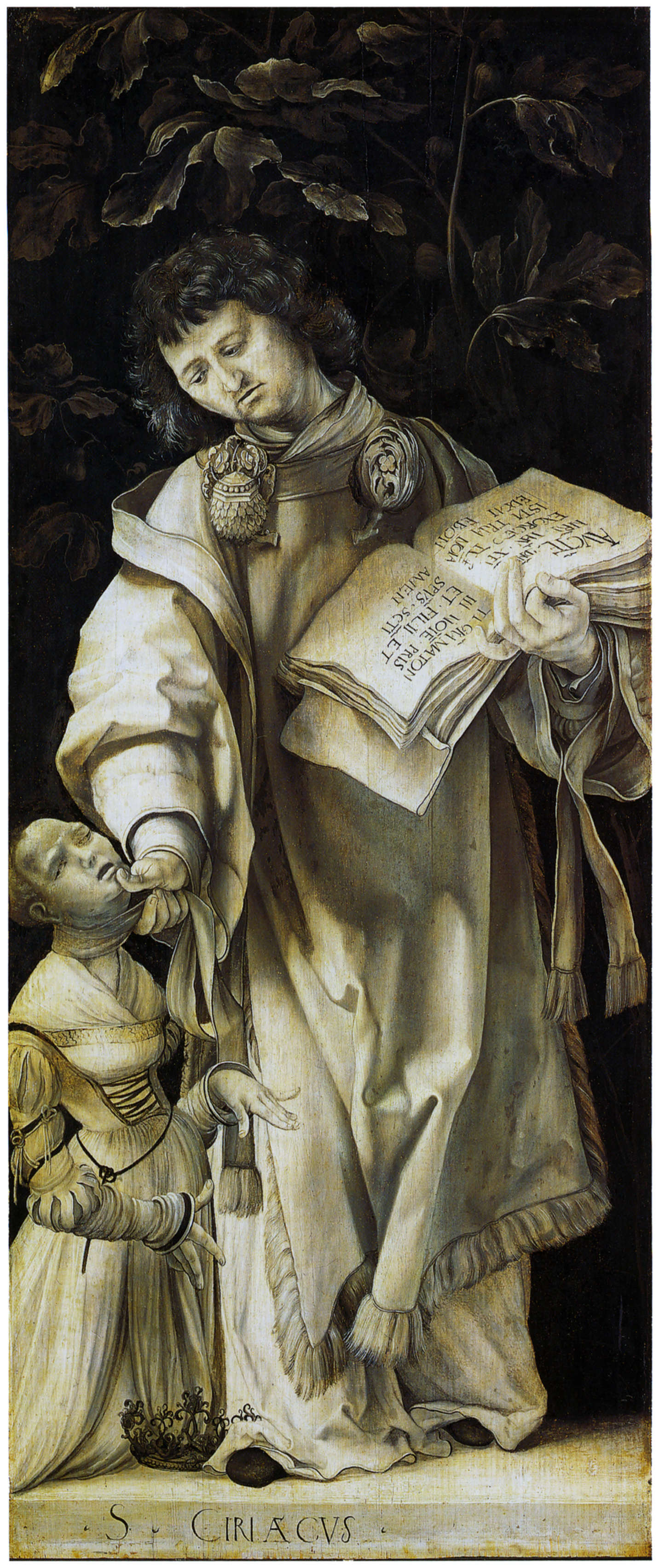
Hl. Cyriacus heilt die Tochter des Diokletian von der Besessenheit, Mathias Grünewald
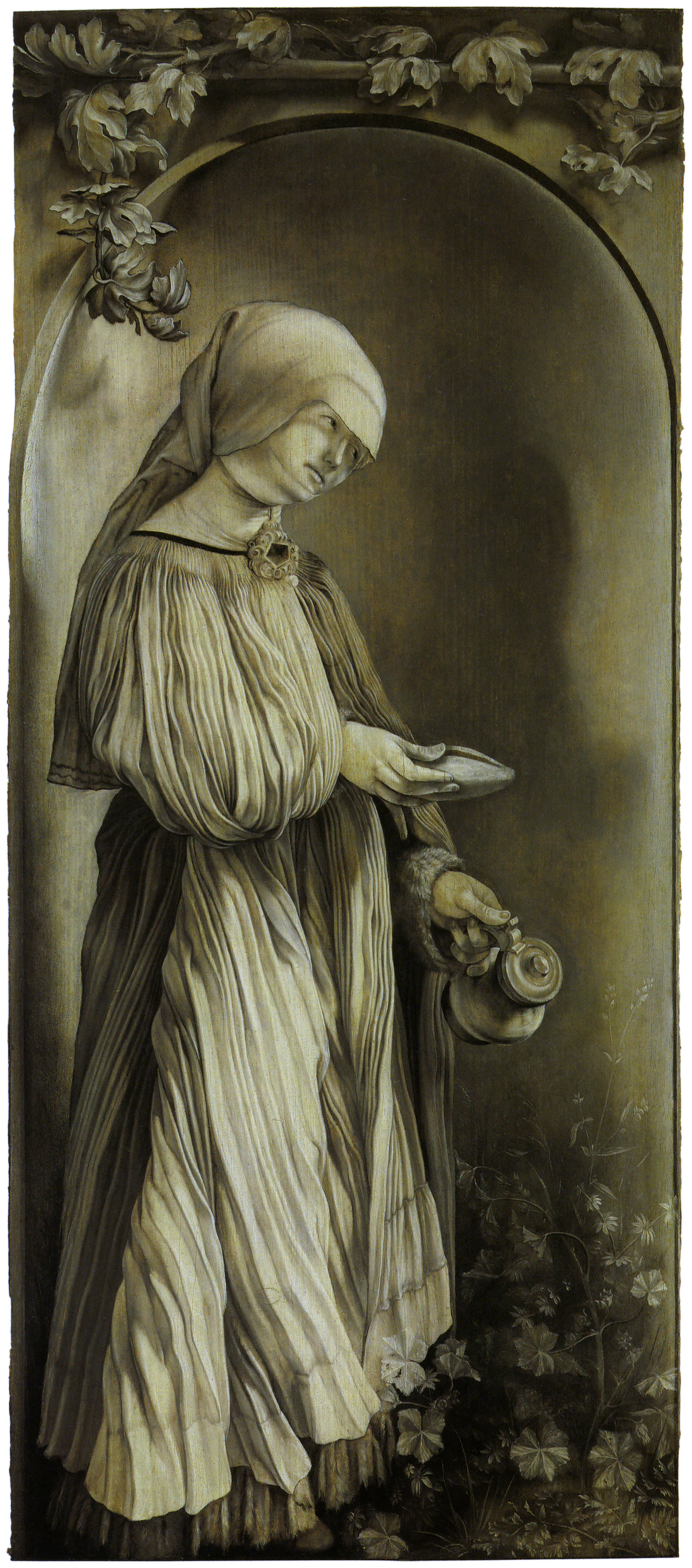
Hl. Elisabeth von Thüringen, Mathias Grünewald
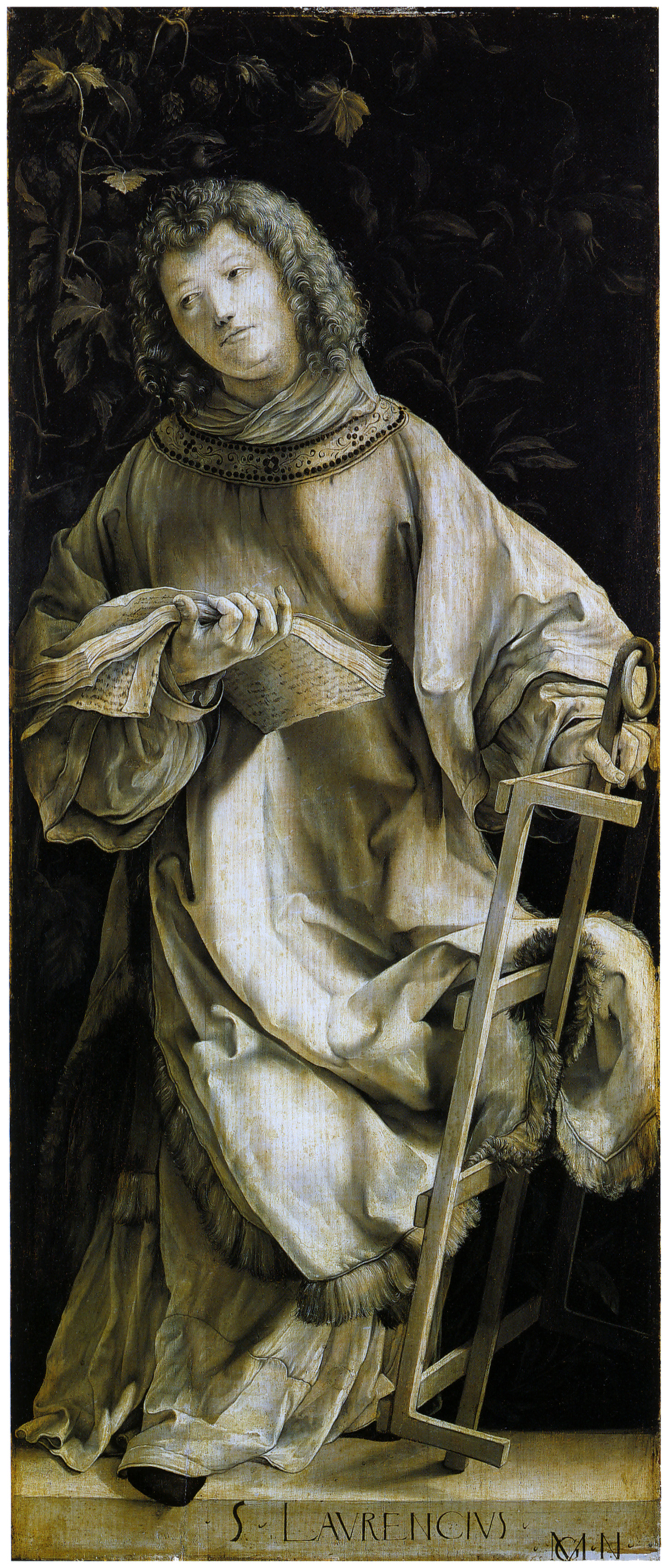
Hl. Laurentius, Mathias Grünewald
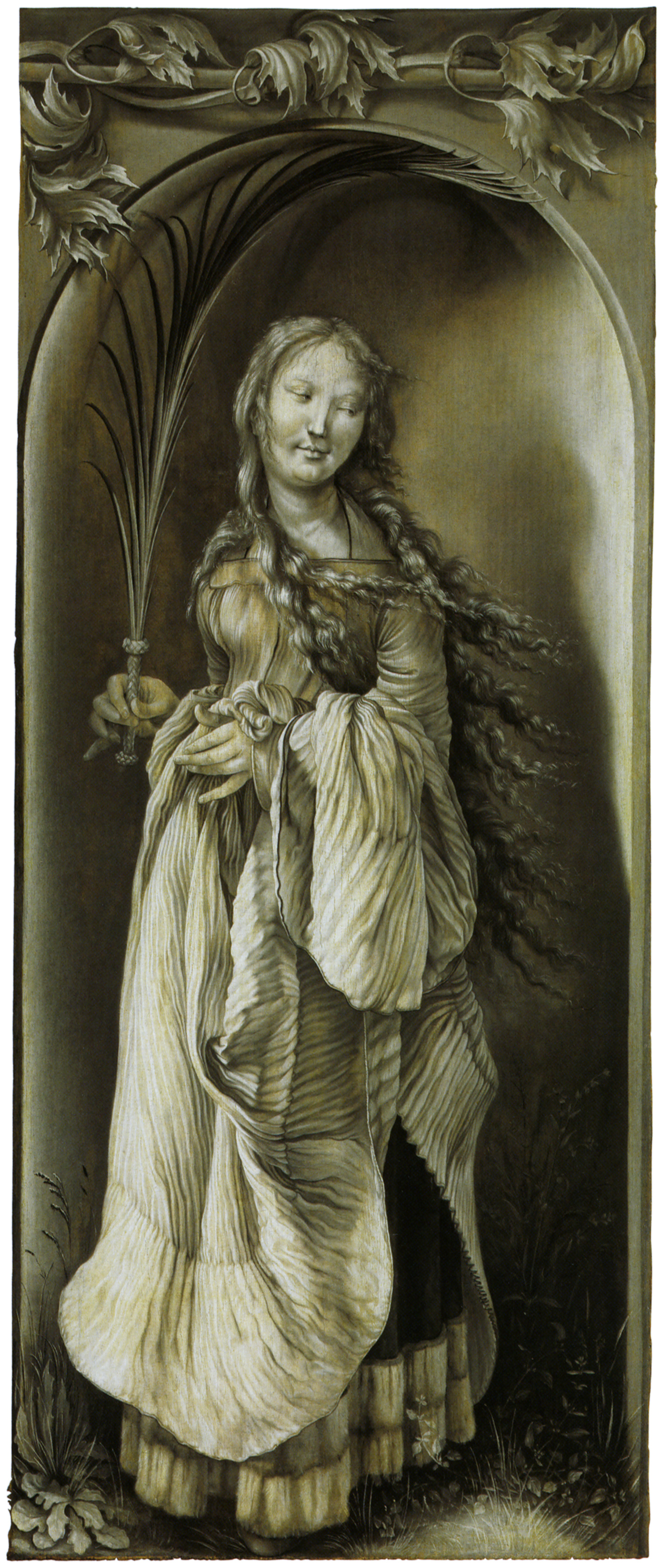
Hl. Lucia (?), Mathias Grünewald

#### Bilder von Dürer
Auf den Bildern von Dürer sind jeweils zwei Heilige abgebildet: Petrus und Paulus, Christophorus mit Thomas von Aquin und zwei Heilige Könige.